# تی‌تی کاروانسرا
تی‌تی کاروانسرا یک روستا در ایران است که در شهرستان سیاهکل استان گیلان واقع شده‌است. تی‌تی کاروانسرا ۳۵ نفر جمعیت دارد.

## جمعیت
این روستا در دهستان توتکی  قرار دارد و براساس سرشماری مرکز آمار ایران در سال ۱۳۸۵، جمعیت آن ۳۵ نفر (۱۰ خانوار) بوده‌است.